# Franz Mittler
Franz Mittler (* 14. April 1893 in Wien; † 27. Dezember 1970 in München) war ein im Wien der 1920er- und 1930er-Jahre populärer Musiker (Komponist, Pianist und Dirigent), trat aber auch als Verfasser von heute noch bekannten und beliebten Schüttelreimen hervor. 

## Leben
Franz Mittler entstammte einer österreichischen jüdischen Unternehmerfamilie. Seine Eltern waren Josef (gest. 1937) und Rosalie („Lilly“) Mittler, geborene Biach (1867–1939), die insgesamt fünf Kinder hatten (Stephan, Georg, Trude, Otto und eben Franz). 
Seine musikalische Ausbildung erhielt er an der k.k. Akademie für Musik und darstellende Kunst in Wien bei Theodor Leschetizky (Klavier) sowie Richard Heuberger und Carl Prohaska (Komposition) und am Konservatorium in Köln bei Fritz Steinbach und Carl Friedberg (Orchesterleitung).
Sein Konzertdebüt hatte Franz Mittler bereits 1902 als Geiger anlässlich eines gemeinsamen Auftritts mit der siebenjährigen Clara Haskil. Ab 1904 konzentrierte er sich auf das Klavierspiel. Schon in jungen Jahren komponierte er vor allem Kammermusik, seine drei Streichquartette werden heute zu seinen bedeutendsten kompositorischen Leistungen gezählt. Nach Abschluss seiner Ausbildung war er von 1919 bis 1921 Kapellmeister am Reußischen Theater in Gera.
Er war ab 1921 als Liedbegleiter am Klavier tätig und trat an der Seite bekannter Gesangssolisten wie Leo Slezak, Franz Steiner oder Elise Elizza und Marie Gutheil-Schoder auf. 
Eine besonders enge Zusammenarbeit entstand mit Karl Kraus. Dieser verließ sich als Rezitator in den Jahren von 1930 bis 1936 auf den improvisationsstarken und geistesgegenwärtigen Mittler, der ihm ein Gefühl der Sicherheit bei seinen Lesungen gab. Neben der musikalischen Begleitung dieser Abende schuf Mittler auch zahlreiche Arrangements für die Offenbach-Bearbeitungen von Kraus. Und ähnlich wie Karl Kraus hatte auch Franz Mittler ein außergewöhnliches Sprachgefühl, gepaart mit großer Musikalität. Darauf wies er auch im Vorwort zu seiner noch 1938 erschienenen ersten Ausgabe seiner Schüttelreime hin, wenn er von einer „vielfältigen Analogie zum Gebiet der Kontrapunkte, Kanons und Fugen“ sprach.
Nach dem Anschluss Österreichs am 12. März 1938 emigrierte Franz Mittler, der sich weder in einer Opferrolle sah noch sich in eine solche manövrieren lassen wollte. Über die französische Stadt Le Havre gelangte er in die USA nach New York, wo er unter anderem 1939 ein Konzert beim Präsidenten Franklin D. Roosevelt gab. 
Am 9. Dezember 1940 heiratete er in New York seine ehemalige Schülerin Regina Schilling (* 2. Februar 1910 in Lemberg), die ebenfalls aus Wien geflüchtet war. Trauzeuge war Eric Zeisl. Aus der Ehe ging 1941 die Tochter Diana Mittler-Battipaglia hervor, die Pianistin und Ensembleleiterin ist und am Lehman College der City University of New York lehrte. 
In den USA führte Franz Mittler gemeinsam mit David Hirschberg den Musikverlag Musicord, für den er Kompositionen und Bearbeitungen schrieb, die er von 1943 bis 1963 als Mitglied des „First Piano Quartet’s“ auch aufführte. Bekanntestes Beispiel ist die „Ein-Finger-Polka“ für Groucho Marx. 
1964 kehrte er nach Europa zurück und ließ sich in Siegsdorf nieder. 1965 bis 1967 trat er noch als Begleiter bei den Salzburger Sommerakademien auf, widmete sich sonst aber mehr seiner Tätigkeit als Lyriker.

## Werke

### Musikalisches
- Bühnenwerke:
  - Raffaella, Oper (1930)
  - Der gehörnte Siegfried, Oper (1926–1963)

- Kammermusik
  - Sonate für Violoncello und Klavier
  - Violin-Sonate D-Dur
  - Suite für Violoncello solo
  - Humoreske für 2 Violinen.
  - Trio a-Moll für Klavier, Violine und Violoncello. 1909
  - Trio G-Dur für Klavier, Violine und Violoncello, op. 3 (1911)
  - Streichquartett Nr. 1 in F-Dur (1909)
  - Streichquartett Nr. 2 e-Moll (1910–1911)
  - Streichquartett Nr. 3 d-Moll (Aus der Wanderzeit) (1915–1918)

- Klaviermusik
  - Zwei lustige Klavierstücke, op. 2.
Nr. 1. Humoreske. Für Hilde Holger. Nr. 2. Die Spieluhr der kleinen Nana. (1926)
  - Kleine Walzer für Klavier zu zwei Händen, op. 4.
Nr. 1. Die Empfindsamen. Nr. 2. Die Zärtlichen. Nr. 3. Bauernball. Nr.  4. Die Altväterischen. Nr. 5. In Grinzing. Nr. 6. Abschied von Wien (1919)
  - Phantasiestück für Klavier, op. 5 (1912)
  - Chaconne für Violine solo, op. 10 (1926)
  - Gratulations-Walzer. Herrn Direktor Emil Hertzka in aufrichtiger Verehrung gewidmet von F. M. (1926).
  - Bolero in Blue. Piano solo (um 1943).
  - Suite in 3/4 Time (um 1945)
  - Manhattan Suite (1947)

- Lieder
  - An eine Falte Text von Karl Kraus.
  - Der Wandern und der Bach. Duett für Sopran und Alt mit Klavierbegleitung, Text von Martin Greif.
  - Fünf Zigeunerlieder nach Gedichten von M. E. delle Grazie und aus dem Ungarischen.
  - Lodoletta (Kleine Lerche), Per Canto e Pianoforte. (Parole di Guglielmo Knepler; italienisch und deutsch), Bologna 1938.

- Bearbeitungen, Einrichtungen und Begleitmusiken für Karl Kraus
(in der zeitlichen Abfolge ihrer Aufführungen)
  - Die letzten Tage der Menschheit. (Bühnenfassung, 1930)
  - Die Seufzerbrücke (Le Pont des Soupirs). Operette in zwei Akten (4 Bildern) von Jacques Offenbach. Text nach Hector Crémieux und Ludovic Halévy von Karl Treumann, bearbeitet von Karl Kraus. (1930)
  - Das Wintermärchen. Schauspiel in fünf Aufzügen von Shakespeare nach der Übersetzung von Dorothea Tieck eingerichtet und teilweise bearbeitet Karl Kraus. Musik von Franz Mittler. (1930)
  - Die Schwätzerin von Saragossa von Jacques Offenbach. Text nach Ch. Nuitter von Karl Treumann, bearbeitet und mit Zeitstrophen versehen von Karl Kraus. (1930)
  - Helena, Faust, der Tragödie zweiter Teil, III. Akt. (1930)
  - Perichole. Operette in drei Akten (fünf Abteilungen) von Jacques Offenbach. Neuer Text (nach zwei Fassungen von Henry Meilhac und Ludovic Halévy) von Karl Kraus. (1931)
  - Der Alpenkönig und der Menschenfeind von Ferdinand Raimund. (1931)
  - Hannele Matterns Himmelfahrt nach dem Drama von Gerhart Hauptmann. (1931)
  - Die beiden Nachtwandler von Johann Nestroy. (1931)
  - Traumtheater von Karl Kraus. (1931)
  - Traumstück von Karl Kraus. (1931)
  - Vert-Vert. Komische Oper in drei Akten von Jacques Offenbach. Neuer Text (nach Henry Meilhac und Charles Nuitter) von Karl Kraus. (1931)
  - Der Widerspenstigen Zähmung. Lustspiel in fünf Aufzügen (mit einer Rahmenhandlung) von Shakespeare. Nach Wolf Graf v. Baudissin bearbeitet und ergänzt von Karl Kraus. Begleitung: Franz Mittler mit Verwendung der Musik von Hermann Goetz. (1935)
  - Eisenbahnheirathen oder Wien, Neustadt, Brünn. Posse mit Gesang in drei Akten (nach dem Vaudeville „Paris, Orléans et Rouen“ von Bayard und Varin) von Johann Nestroy, nach der Schroll’schen Ausgabe eingerichtet von Karl Kraus, mit improvisierter Musik von Franz Mittler. (1935)
  - Der Talisman von Johann Nestroy. Musik von Adolf Müller senior und Franz Mittler. (1935)
  - König Lear. Tragödie in fünf Aufzügen von Shakespeare nach Wolf Graf v. Baudissin bearbeitet von Karl Kraus. Ouvertüre und Musik der Zelt-Szene von Franz Mittler. (1935)
  - Die Kreolin. Operette in drei Akten von Jacques Offenbach. Text von Albert Millaud, nach dem Original und der Übersetzung von J. Hopp bearbeitet von Karl Kraus. Musikalische Einrichtung und Begleitung: Franz Mittler. (1935)

### Literarisches
- Macht man denn aus Kalk die Terzen...?. Schüttelreime. Verlag der neuen Galerie, Wien 1938.
- Gesammelte Schüttelreime. Hrsg. von Friedrich Torberg. Gardena, Wien 1969;
Neuauflagen: Brandstätter, Wien 1991, ISBN 3-85447-378-8 und Piper, München 1994, ISBN 3-49211-642-6.

## Diskographie
- Schüttelreime gesprochen von Helmut Qualtinger (Preiser, LP 1978).
- Trio G-Dur und Lieder mit Texten nach Karl Kraus, Rainer Maria Rilke, Johann Nestroy, Wilhelm Busch; Wolfgang Holzmair, Bariton, und Ryan Russell, Klavier (Preiser PR90567, CD 2004). Rezension
- Streichquartett Nr. 1 F-Dur (1909) und Streichquartett Nr. 3 d-Moll (1915–18); Hugo Wolf Quartett (CPO 777 329-2, CD 2007)
- Streichquartett Nr.2 e-Moll und Vier Gesänge für mittlere Stimme und Streichquartett; Artis-Quartett; Wolfgang Holzmair (ORF-CD3134, CD  2011)

## Einige Schüttelreime von Franz Mittler
GI in Germany
An Wotans Wunderesche
Hängt er die Unterwäsche.
Schade!
Das Mädchen mit dem schicken Duft
Vermählte sich dem dicken Schuft.
Gerechte Strafe
Der Kurti ließ ein Stinkerl wehn,
drum muß er jetzt im Winkerl stehn!
Geheimbericht (1687)
Die Venezianer baun Fregatten
Wenn sie nicht grade ihre Fraun begatten.
Wagneriana
Die vor sich hinbrüllt,
Das ist die Brünnhild.
Franz Lehár
Du schriebst zuweilen argen Mist, Franz!
Doch weil’s von Lehár ist, so frißt man’s!
Kurze Fahrt
Ein Mücklein wollte Reisen machen,
Da flog’s in einen Meisenrachen.
Unverbesserlich
Man konnte schon in Jugendtagen
Mich mit dem Worte „Tugend“ jagen!
Frommer Ausgleich
Jeden Sonntag singt die Meine Choral
In der Woche kennt sie keine Moral.
The Fuehrer
Remember him, how loud he cried
When to the stupid crowd he lied!
Musikalisch?
Sie achtet nicht der Notenregeln
Und klimpert nur mit roten Nägeln!
Tertiäre Verkalkung
Macht man denn aus Kalk die Terzen?
Nein, man macht aus Talg die Kerzen!
Also heißt’s: kerziärer Talg?
Nein, mein Kind: tertiärer Kalk!
Zitiert nach Franz Mittler: Gesammelte Schüttelreime. Hrsg. Friedrich Torberg, Brandstätter, Wien 1991.